# Wiktorija Żylinskajte
Wiktorija Jurjewna Żylinskajte (ros. Виктория Юрьевна Жилинскайте - lit. Žilinskaitė; ur. 6 marca 1989 w Uraju), rosyjska piłkarka ręczna, reprezentantka kraju grająca na pozycji lewej rozgrywającej. Mistrzyni świata 2009. W 2009 r. została odznaczona Zasłużonym Mistrzem Sportu.
Obecnie występuje w rosyjskiej Superlidze, w drużynie Łada Togliatti.

## Życie prywatne
Wiktoria ma siostrę bliźniaczkę Janę, również uprawiającą piłkę ręczną.

## Sukcesy

### reprezentacyjne
Mistrzostwa świata:
- 2009

Mistrzostwa Europy:
- 2008

### klubowe
Mistrzostwa Rosji:
- 2009, 2011, 2012

Puchar EHF:
- 2012

## Odznaczenia
- Zasłużony Mistrz Sportu (2001)